# 中倉健太郎
中倉 健太郎（なかくら けんたろう、1972年10月10日 - ）は、日本の俳優。岐阜県出身。東映Vシネマ『今日から俺は!!』の主人公の1人「伊藤真司」役で1993年にデビュー。

## 出演

### テレビ
- 新幹線物語'93夏（1993年、TBS）
- 欅通りの人びと（1994年、NHK）
- 金曜エンターテイメント 幻の料理人（フジテレビ）
- はぐれ刑事純情派（テレビ朝日）
- 月曜ドラマスペシャル 名探偵キャサリン ヘアーデザイナー殺人事件（TBS）
- 刑事追う! 第10話（テレビ東京）
- NHK大河ドラマ 秀吉 第35話（1996年9月8日、NHK） - 前田利長
- 土曜ワイド劇場 私を信じて!!（テレビ朝日）
- 名探偵保健室のオバさん（テレビ朝日）
- 金曜エンターテイメント 京都祇園入り婿刑事事件簿1 - 3（フジテレビ）
- 寺子屋ゆめ指南（NHK）
- はみだし刑事情熱系 第5話（テレビ朝日）
- 教習所物語（TBS）
- 子連れ狼 3 第4話（テレビ朝日）
- 超星人グランセイザー 第33・34話（テレビ東京）
- ドラゴンフライ（WOWOW）
- パーフェクトパートナー（WOWOW）
- 特命係長 只野仁 第25話（テレビ朝日）ゲスト
- 音女〜オトメ（テレビ朝日）
- パンドラII 飢餓列島（WOWOW）
- 借王〜運命の報酬〜 （2011年、WOWOW）
- 相棒 Season 9 最終話（2011年、テレビ朝日）
- 遺留捜査 第7話（2011年、テレビ朝日）
- マルモのおきて 第1話（2011年、フジテレビ）
- 刑事・鳴沢了（2011年、フジテレビ）
- ビューティフルレイン 第6話（2012年、フジテレビ）
- マグマ（WOWOW）
- 夜行観覧車 第1話（フジテレビ）
- DOCTORS〜最強の名医〜 スペシャル（テレビ朝日）
- 確証〜警視庁捜査3課 第8話（TBS）
- 救命病棟24時 第6話（フジテレビ）
- DOCTORS2 最強の名医（テレビ朝日）
- 水曜ミステリー9 作家探偵・山村美紗 京都・舞妓殺人 死者からの招待状（テレビ東京）
- 警視庁捜査一課9係 season9 第1話（2014年、テレビ朝日）
- SMOKING GUN〜決定的証拠〜 第1話（フジテレビ）
- 相棒#season13（テレビ朝日）
- 残念な夫。 第2.3話（フジテレビ）
- 深夜の用心棒 10.11.12話（千葉テレビ）
- ウロボロス〜この愛こそ、正義。 4.7話（TBS）
- ヤメゴク 第1話（TBS）
- 心がポキッとね 第5話（フジテレビ）
- ミステリなふたり 第10話（名古屋テレビ）
- 僕らプレイボーイズ 熟年探偵社 第7話（2015年、テレビ東京） - 今中
- 金曜ナイトドラマ 民王SpinOff（テレビ朝日）
- 刑事7人 第1話（テレビ朝日）
- ON 異常犯罪捜査官・藤堂比奈子 第4,7話（2016年、フジテレビ） - 比奈子の父親
- 砂の塔〜知りすぎた隣人 第5話（2016年、TBS） - 警官
- リバース 第4話（2017年、TBS）
- 君に捧げるエンブレム 新春SP（フジテレビ）
- 大貧乏 第3話（フジテレビ）
- 刑事7人 第3シリーズ 第3話（テレビ朝日） - 西本雅也
- 日曜ワイド　京都南署鑑識ファイル１２（2018、テレビ朝日） - 北川信二

など

### 映画
- 劇場版 今日から俺は!!（1994年） - 主演・伊藤真司
- 日本一短い「母」への手紙（1995年）
- 修羅がゆく シリーズ
  - 修羅がゆく 3 九州やくざ戦争（1996年） - 久須本修次
  - 修羅がゆく - 本郷組幹部 石毛新午
- 流れ板七人（1997年）
- 静かなるドン THE MOVIE（2000年）
- 修羅のみち 4 北九州代理戦争（2002年） - 北九州連合玄竜会組員 安達高志
- フィールズエンジェル（2004年6月12日）
- デコトラの鷲 〜恋の花咲く清水港〜（2005年）- 伊集院貴美麿
- 新・日本の首領 8（2006年）- 三原組若頭 榊原長次
- KARAOKE-人生紙一重-（2005年） - バンドメンバー
- 猿飛佐助II 闇の軍団（2005年）
- ホールインワン 女子ゴルファー千春（2005年）
- 妄想少女（2006年）
- 檻 Prison Girl
- 東京セレブ
- 龍が如く 劇場版（2007年） - 元祖激安「サンチョ・ナンテ」レジ店員
- 絆
- 鬼哭の戦場
- 巨乳をビジネスにした男（2007年）
- 喰いしん坊!（2007年） - 横川(ドンブリ喰いの安)
- 探偵物語（2007年）
- 艶恋師（2007年）主演 ※far east film festival上映　- 神楽坂菊之介
- SS エスエス（2008年） - 山崎
- 溝鼠vs毒蟲（2008年）
- 艶恋師 北海道 放浪編（2008年）主演
- ザ・ボディーガード（2010年）
- ハンドメイドエンジェル（2010年）
- 永遠の0（2013年）
- 私の中の彼女
- 那落
- 愛に渇く -thirst for love-（2015年） - 主演・半田
- 海賊と呼ばれた男（2016年）
- めがみさま（2017年）
- 龍馬裁判（2017年） - 永井尚志
- 虎の流儀~旅の始まり尾張 東海死闘編~（2022年9月30日公開）

### Vシネマ
- 今日から俺は!! シリーズ（1993年 - 1997年） - 主演・伊藤真司
  - 今日から俺は!!（1993年1月8日）
  - 今日から俺は!!2（1993年7月9日）
  - 今日から俺は!! 電撃の十七才（1995年1月13日）
  - 今日から俺は!! ガッツだぜ十七才（1997年4月11日）
  - 今日から俺は!! 嵐を呼ぶ十七才（1997年5月9日）
- OL博徒 緋牡丹のお龍1,2（1994年）
- 打鐘2（1994年） - 準主演
- パチンコ無宿（1995年）
- のぞき屋稼業 恥辱の盗撮（1996年） - 主演
- なにわ遊侠伝（1995年） - 主演
- リストラ代紋 史上最強の公務員（1996年）- 松永
- 極道三国志シリーズ - 森達也
- 湘南爆走族1・2（1997年・1998年） - 権田二毛作
  - 湘南爆走族 帰ってきた伝説の5人（1997年）
  - 湘南爆走族2 熱闘!アルバイト大作戦（1998年）
- 疵シリーズ
- 真・雀鬼シリーズ - 松岡大悟 ※レギュラー
- 日本暴力地帯 三（1998年） - ツァン(中国人留学生)
- 首領への道 シリーズ（1998年） - 金沢組 南原金吾
- なにわ金融事件簿（2000年）
- 玄海組血風録 流血の代紋（2003年）
- 実録・名古屋やくざ戦争 統一への道（2003年） - 三代目山王会城田組仁笠興業幹部 加藤憲行
- 鯨道10 広島ヤクザ抗争史 総完結編 猛侠・門広（2009年） - 主演
- 狂愛 〜死ぬまでにしたい4つのこと〜（2005年） - フリーライター
- 修羅場の侠たち1 - 3
- えんがちょ　準主演
- ブラッドエンジェル シスターオブハート（2005年）
- 必殺バトルロード弐 〜妖剣女刺客〜
- 死刑確定4・5（2006年） - 矢野
- 女囚611 獣牝(おんな)たちの館（2007年）
- ワニガメ任侠伝（2007年）
- 実録・銀座警察 義侠（2008年）全2作 - 港橋一家芝上一派
- 稲穂の無頼（2009年）全2作 - 蒼龍組上州吉村一家国仲組幹部
- 修羅の荒野7・8（2009年） - 元・力動会組員 青柳剣光
- DEBUDEKA
- 九州激動の1520日 新・誠への道（2009年）
- 野望への挑戦（2009年）全3作 - 五代目藤堂組芹澤組若頭 五十嵐健三
- 宇宙極道戦争（2010年）
- ザ・ボディガード（2010年） - 画家
- YOKOHAMA BLACK3（2017年）
- 制覇15・16（2018年）
- 日本統一（2018年、2020年） - 三代目侠和会五代目重光一家舎弟 二代目遠藤組組長 木槌勝（四代目重光一家総長の実弟）
  - 日本統一27（2018年）
  - 日本統一39,40,41（2020年）
- キングダム 〜首領になった男〜6（2020年） - 尾藤寛貴（金森舎弟）
- 〜日本統一外伝〜 山崎一門1,2（2020年）

など

### ネットシネマ
- Time After Time　主演
- 姫〜気のきく女
- マネードロー
- めいどinあきはばら
- I Love 湯!

### 舞台
- Heaven's door（中野ポケット） - 坂本竜馬

### CF
- アサヒビール「WILL」 （2000年5月 - ）

### 8cm CD
- 三橋クンと中倉クン「何でもありの17歳!!」（1994年2月2日、ファンハウス）東映映画『今日から俺は!!』主題歌
作詞：大内義昭・鹿島勤 / 作曲：大内義昭 / 編曲：河辺健浩・大内義昭